# Charles Osborne (cas médical)
Pour les articles homonymes, voir Osborne.
Charles Osborne (né à Anthon, Iowa, le 18 décembre 1894 et mort à Sioux City, le 1er mai 1991), apparaît dans le Livre Guinness des records en tant qu'homme atteint de la plus longue attaque de hoquet. Il hoqueta continuellement pendant 68 ans.

## Biographie
L'attaque de hoquet commença en 1922, à un rythme de 40 par minute (le taux normal est d'environ 6 par minute), se réduisant à 20, pour finir par s'arrêter en février 1990, au bout de 68 ans. Son état lui a permis d'être invité aux émissions radios ou télévisées Ripley's Believe It or Not! en 1936, That's Incredible et The Tonight Show.
Osborne a commencé à hoqueter en 1922, pendant qu'il abattait un porc. En dépit de sa condition, il fut capable de vivre une vie normale. Il se maria deux fois et eut huit enfants.
Osborne, mort de complications d'un ulcère au Marian Health Center dans la ville de Sioux City en Iowa, États-Unis d'Amérique, le 1er mai 1991, fut enterré au cimetière d'Oak Hill, à Anthon, Iowa, trois jours après.
Il est estimé qu'Osborne aurait hoqueté à peu près 420 millions de fois durant une période de 68 ans.
D'après People magazine, il a reçu plus de 4 000 lettres lui proposant des remèdes, mais aucun n'a fonctionné.

## Sources
- « Survivor of 68-Year Hiccup Spell Dies », Omaha World - Herald, 5 mai 1991, Sunrise Edition : 2.B.